# Perotis hildebrandtii
Perotis hildebrandtii är en gräsart som beskrevs av Carl Christian Mez. Perotis hildebrandtii ingår i släktet Perotis och familjen gräs. Inga underarter finns listade i Catalogue of Life.